# Kfar Etzion
Kfar Etzion (en hebreo: כפר עציון) es un asentamiento israelí y un kibutz religioso situado en los Montes de Judea, entre Jerusalén y Hebrón, en la Gobernación de Belén, Cisjordania (Palestina). Según el sistema administrativo israelí para los territorios ocupados, se encuentra en el Consejo Regional de Gush Etzion de Judea y Samaria. El asentamiento está situado a 4 kilómetros y medio de la Línea Verde, aunque al oeste del muro de seguridad. En 2016, Kfar Etzion tenía una población de 1.099 habitantes.

A ojos de la comunidad internacional, los asentamientos israelíes suponen uno de los principales escollos del conflicto árabe-israelí y numerosas resoluciones de la ONU los han calificado de violaciones del derecho internacional, dado que el artículo 49 de la Cuarta Convención de Ginebra, de la que Israel es firmante, especifica que "la Potencia ocupante no podrá efectuar la evacuación o el traslado de una parte de la propia población civil al territorio por ella ocupado". 

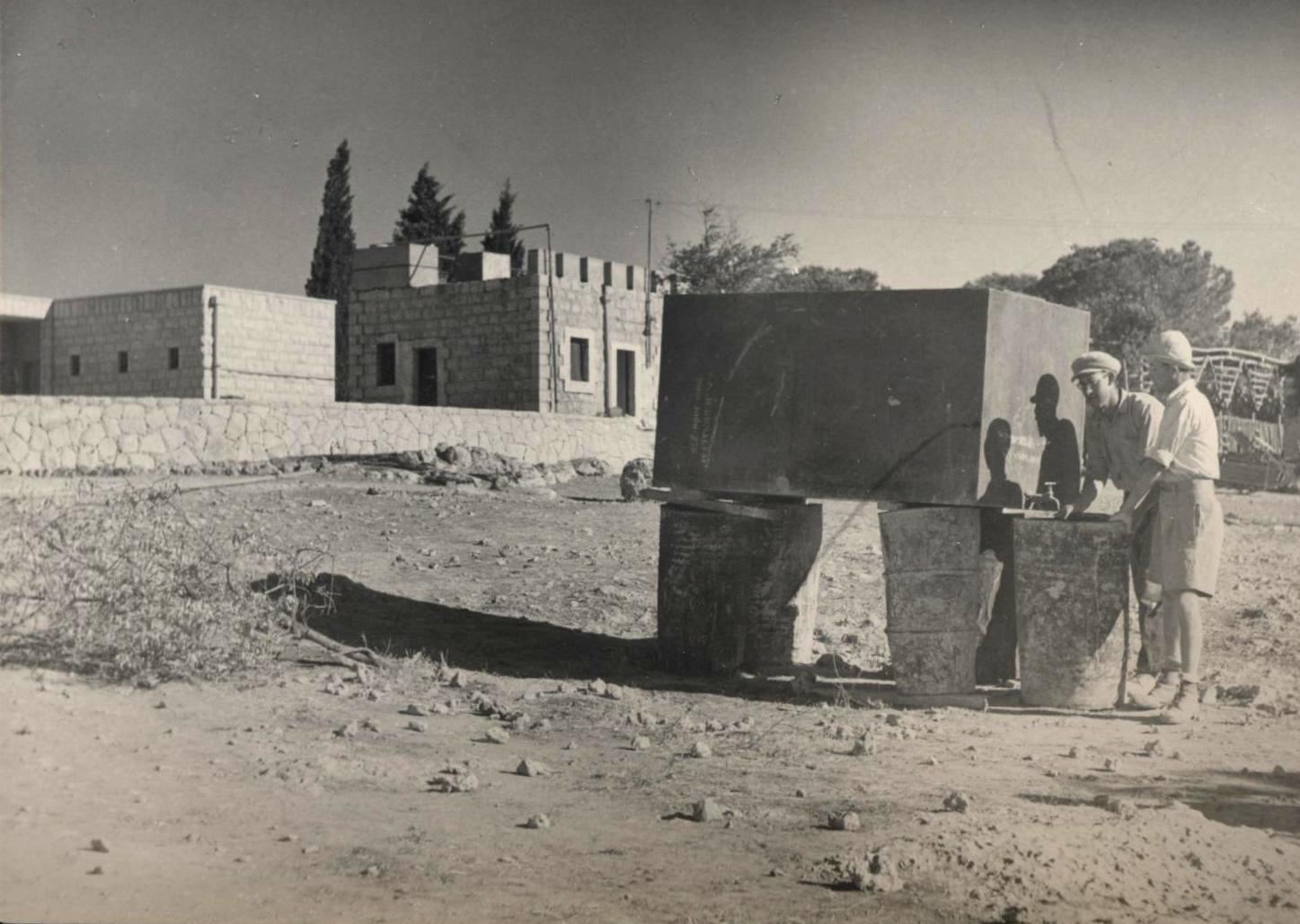
Tanque de agua en Kfar Etzion en 1943

## El viejo Kfar Etzion
A comienzos de la década de 1930, las tierras de Kfar Etzion fueron compradas por el empresario Haredi Shmuel Zvi Holtzman, de Rehovot,  y le dio el nombre de "Kfar Etzion", un juego con las letras de su nombre, del yiddish “holts” y del alemán "Holz"  que significan "madera" y se traducen a "etz" en hebreo. Los judíos se vieron obligados a abandonar nuevamente a raíz de la revuelta árabe de 1936-39. Mucho de lo que Holtzman y sus camaradas habían construido fue demolido por los árabes.
En 1943-47, el movimiento kibutz envió grupos de judíos para establecer cuatro kibutz, creando lo que se conoció como el bloque Etzion. Kfar Etzion, Ein Tzurim, Massu'ot Yitzhak y Revadim fueron destruidos en la guerra árabe-israelí de 1948, y toda la zona quedó bajo el dominio jordano.

### Masacre de Kfar Etzion
Los kibbutzim mantuvieron los ataques durante diez días hasta que Kfar Etzion cayó. En la masacre de Kfar Etzion del 14 de mayo, 157 habitantes judíos de la aldea fueron asesinados, ya que todos, salvo cuatro de los habitantes, fueron ejecutados por la Legión árabe y las fuerzas irregulares. Los otros tres kibutz se rindieron. Los habitantes allí fueron tomados como prisioneros de guerra y liberados nueve meses después.

## Economía
Los residentes de Kfar Etzion se ganan la vida cultivando cerezas, flores, aceitunas, almendras y uvas. Algunos crían pollos y otros trabajan en Jerusalén. A partir de 2012 hay una gran tienda de ropa en el pueblo. En 2012, el precio de una casa de 120 metros cuadrados en el asentamiento fue de ILS1.1 millón, mientras que el precio de una casa de 200 metros cuadrados fue de ILS1.8 millones.